# Margherita d'Aragona

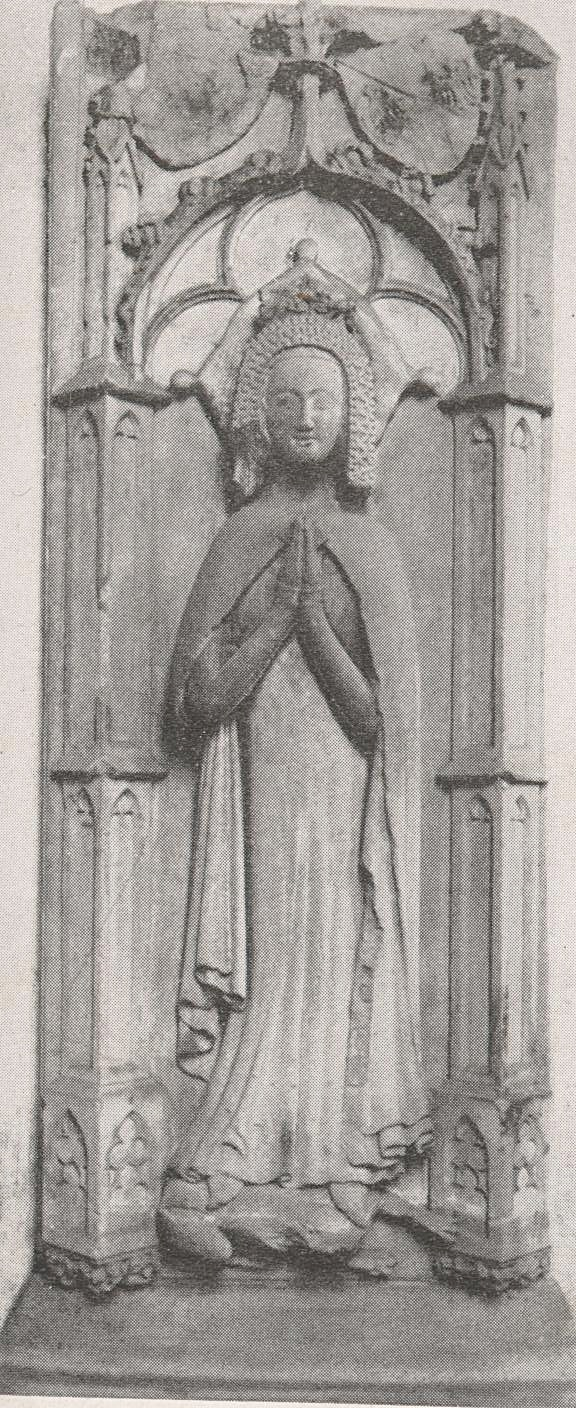
Margherita d'Aragona

Margherita d'Aragona o di Sicilia (Palermo, 1331 – Neustadt, 1377) fu una principessa appartenente alla dinastia degli Aragona di Sicilia e divenne contessa palatina del Reno.

## Biografia
Era figlia del re Federico III di Aragona e di Eleonora d'Angiò.
Vennero iniziate trattative matrimoniali con il conte Palatino Rodolfo II di Baviera, nipote di Ludovico il Bavaro alleato di Federico. L'unione tra gli Aragona e i Wittelsbach era stata già sancita col matrimonio tra Isabella, sorella maggiore di Margherita, e Stefano II di Baviera, figlio di Ludovico.
Le nozze tra Margherita e Rodolfo vennero celebrate nell'ottobre del 1348 e rimasero senza figli.

## Ascendenza
|                         |                 |                       | Genitori                           |  |  | Nonni |  |  | Bisnonni            |  |  | Trisnonni            |  |
|                         |                 |                       |                                    |  |  |       |  |  | Giacomo I d'Aragona |  |  | Pietro II di Aragona |  |
|                         |                 |                       |                                    |  |  |       |  |  | Giacomo I d'Aragona |  |  | Pietro II di Aragona |  |
|                         |                 | Maria di Montpellier  |                                    |  |  |       |  |  | Giacomo I d'Aragona |  |  |                      |  |
| Pietro III di Aragona   |                 |                       |                                    |  |  |       |  |  | Giacomo I d'Aragona |  |  |                      |  |
|                         |                 | Iolanda d'Ungheria    | Andrea II d'Ungheria               |  |  |       |  |  |                     |  |  |                      |  |
|                         |                 | Iolanda d'Ungheria    | Andrea II d'Ungheria               |  |  |       |  |  |                     |  |  |                      |  |
|                         |                 | Iolanda d'Ungheria    | Iolanda di Courtenay               |  |  |       |  |  |                     |  |  |                      |  |
| Federico III di Sicilia |                 | Iolanda d'Ungheria    |                                    |  |  |       |  |  |                     |  |  |                      |  |
|                         |                 | Manfredi di Sicilia   | Federico II di Svevia              |  |  |       |  |  |                     |  |  |                      |  |
|                         |                 | Manfredi di Sicilia   | Federico II di Svevia              |  |  |       |  |  |                     |  |  |                      |  |
|                         |                 | Manfredi di Sicilia   | Bianca Lancia                      |  |  |       |  |  |                     |  |  |                      |  |
| Costanza II di Sicilia  |                 | Manfredi di Sicilia   |                                    |  |  |       |  |  |                     |  |  |                      |  |
|                         |                 | Beatrice di Savoia    | Amedeo IV di Savoia                |  |  |       |  |  |                     |  |  |                      |  |
|                         |                 | Beatrice di Savoia    | Amedeo IV di Savoia                |  |  |       |  |  |                     |  |  |                      |  |
|                         |                 | Beatrice di Savoia    | Margherita di Borgogna             |  |  |       |  |  |                     |  |  |                      |  |
| Margherita d'Aragona    |                 | Beatrice di Savoia    |                                    |  |  |       |  |  |                     |  |  |                      |  |
|                         | Carlo I d'Angiò | Luigi VIII di Francia |                                    |  |  |       |  |  |                     |  |  |                      |  |
|                         | Carlo I d'Angiò | Luigi VIII di Francia |                                    |  |  |       |  |  |                     |  |  |                      |  |
|                         | Carlo I d'Angiò | Bianca di Castiglia   |                                    |  |  |       |  |  |                     |  |  |                      |  |
| Carlo II di Napoli      | Carlo I d'Angiò |                       |                                    |  |  |       |  |  |                     |  |  |                      |  |
|                         |                 | Beatrice di Provenza  | Raimondo Berengario IV di Provenza |  |  |       |  |  |                     |  |  |                      |  |
|                         |                 | Beatrice di Provenza  | Raimondo Berengario IV di Provenza |  |  |       |  |  |                     |  |  |                      |  |
|                         |                 | Beatrice di Provenza  | Beatrice di Savoia                 |  |  |       |  |  |                     |  |  |                      |  |
| Eleonora d'Angiò        |                 | Beatrice di Provenza  |                                    |  |  |       |  |  |                     |  |  |                      |  |
|                         |                 | Stefano V d'Ungheria  | Béla IV d'Ungheria                 |  |  |       |  |  |                     |  |  |                      |  |
|                         |                 | Stefano V d'Ungheria  | Béla IV d'Ungheria                 |  |  |       |  |  |                     |  |  |                      |  |
|                         |                 | Stefano V d'Ungheria  | Maria Lascaris di Nicea            |  |  |       |  |  |                     |  |  |                      |  |
| Maria Arpad d'Ungheria  |                 | Stefano V d'Ungheria  |                                    |  |  |       |  |  |                     |  |  |                      |  |
|                         |                 | Elisabetta dei Cumani | …                                  |  |  |       |  |  |                     |  |  |                      |  |
|                         |                 | Elisabetta dei Cumani | …                                  |  |  |       |  |  |                     |  |  |                      |  |
|                         |                 | Elisabetta dei Cumani | …                                  |  |  |       |  |  |                     |  |  |                      |  |
|                         |                 | Elisabetta dei Cumani |                                    |  |  |       |  |  |                     |  |  |                      |  |